# Arthur Mamou-Mani
 (février 2025).
Pour les articles homonymes, voir Mamou-Mani.
Arthur Georges Joël Mamou-Mani, AAdip ARB / RIBA FRSA (né le 5 février 1983 à Paris), est un architecte français. Arthur Mamou-Mani est directeur de la pratique d'architecture et de design Mamou-Mani Ltd, spécialisée dans un nouveau type d'architecture contextuelle dirigée par la fabrication numérique.

## Biographie

### Formation
Fils d'Alain Mamou-Mani, il étudie de l'École nationale supérieure d'architecture de Paris-Malaquais  et à Londres, en 2003, à l'Architectural Association School of Architecture. Il intègre pendant trois ans les cabinets de Zaha Hadid, les Ateliers Jean Nouvel puis Proctor and Matthews Architects. En 2011, il enseigne à Diploma Studio 10 à l'université de Westminster avec Toby Burgess, avec qui il crée la plateforme participative en ligne WeWantToLearn.net qui a été vue 600 000 fois depuis sa création,.
Il fonde son cabinet Mamou-Mani ltd en 2011, réalise le Magic Garden pour Karen Millen,, et le 3D Pop-Up Studio du centre commercial Xintiandi à Shanghai, l’un des premiers pavillons entièrement imprimés en 3D (avec Andrei Jipa et Stephany Xu), Un autre projet contextuel est "The Fitting Room", conçu en collaboration avec James K. Cheung d'ARUP Associates et un arbre en origami composé de 500 pièces pliées en polypropylène découpées au laser. En mars 2016, il participe avec Maggie Aderin-Pocock, Toby Burgess, Linda Aitken et Els Leclerq à un rapport de Samsung qui explore des questions telles que "Comment vivrons-nous, comment travaillerons-nous, comment allons-nous nous détendre?" .

### Carrière
Enseignant de l'Université technique de Taipei à Taiwan puis de l'Université de Westminster, à Londres, il dirige le FabPub, laboratoire de fabrication numérique. Il a participé à des conférences ; TEDx aux États-Unis et Live Develop3D, à la Process Exhibition de Shanghai et au Sto Werkstatt de Londres.
En 2018, il est le premier architecte non américain sélectionné pour construire Galaxia, le temple imprimé en 3D de Burning Man qui apparait en introduction du documentaire The Great Hack.
En 2019, il construit Conifera, une installation bioplastique imprimée en 3D pour COS, pendant la semaine du design de Milan, au Palazzo Isimbardi.
À l'été 2022, il présente une nouvelle œuvre Catharsis au festival Burning Man .

## Prix
- 2013: meilleur présentoir RIBA du Crown Estate pour "The Magic Garden" dans le magasin phare de Karen Millen sur Regent Street [21]
- 2014: meilleur affichage de Noël chez VM & Display [22]
- 2016: Membre de la Société royale pour l'encouragement des arts, des manufactures et du commerce.
- 2020: Prix Pierre Cardin de l’Académie des Beaux-arts[23]

## Voir également
- Impression en 3D